# Centro de Estudios Superiores Felipe II
El Centro de Estudios Superiores Felipe II (CES Felipe II) es un Centro Universitario español ubicado en Aranjuez, adscrito a la Universidad Rey Juan Carlos. 

## Historia
Fue creado en 1999 por el gobierno regional de la Comunidad de Madrid, el Ayuntamiento de Aranjuez y la Universidad Complutense de Madrid.  
Anteriormente adscrito a la Universidad Complutense de Madrid, fue traspasado en 2014 por esta universidad, por el déficit que causaba en sus arcas, a la Universidad Rey Juan Carlos (URJC).
Depende de la fundación del mismo nombre, integrada por el Ayuntamiento de Aranjuez, como patrono fundador, y la Universidad Rey Juan Carlos, en virtud de la adscripción del centro a la misma. 
En 2015 la alcaldesa de la ciudad anunció que en tres años el CES Felipe II se convertiría en un campus de la Universidad Rey Juan Carlos. En 2021 las antiguas instalaciones del centro aparecían como parte de un «Campus de Aranjuez» en la página web de la URJC.

## Instalaciones
El Centro de Estudios Superiores Felipe II ha hecho uso de diversos edificios repartidos por todo el casco urbano de Aranjuez:

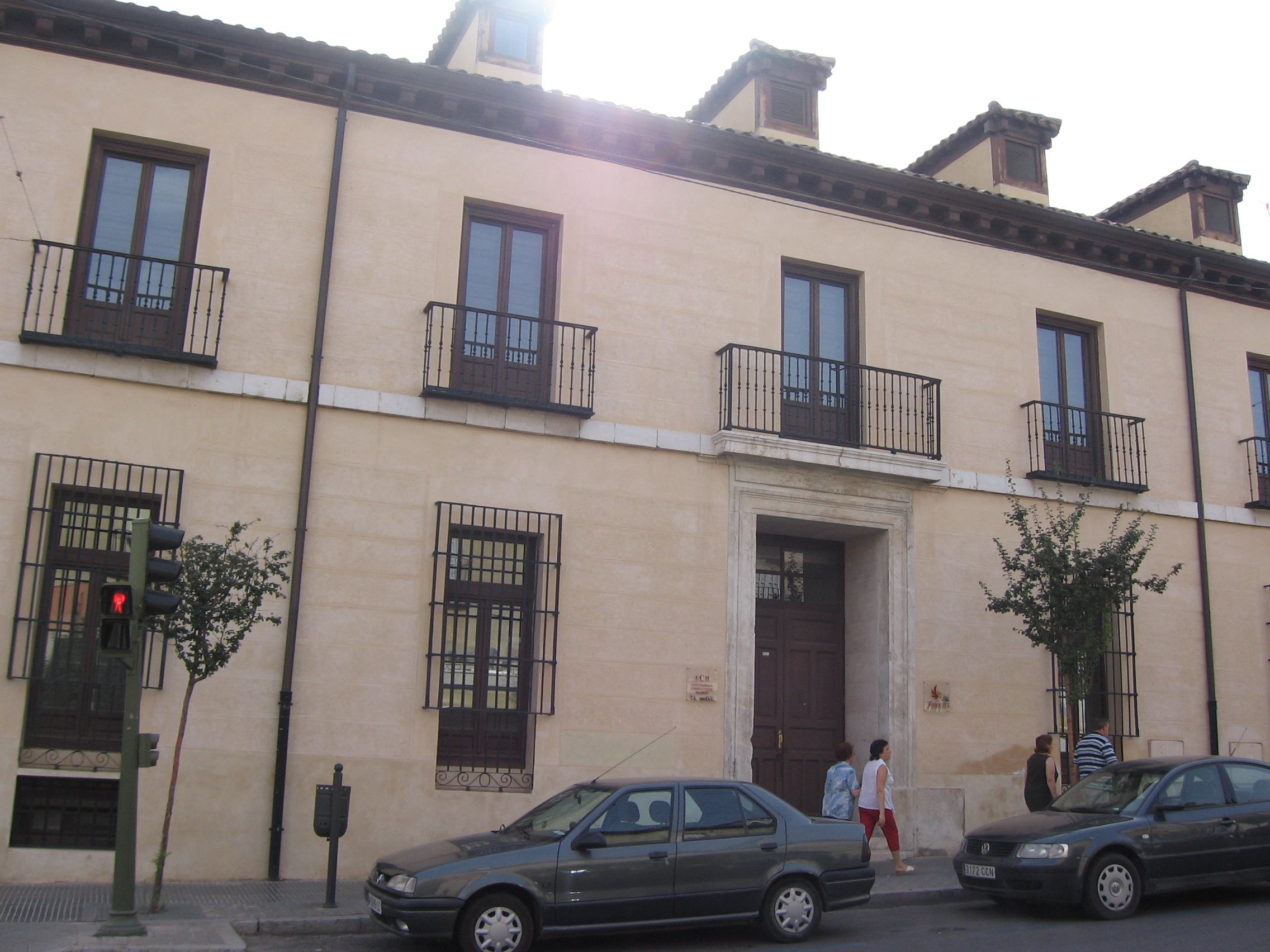
Casa del Gobernador.

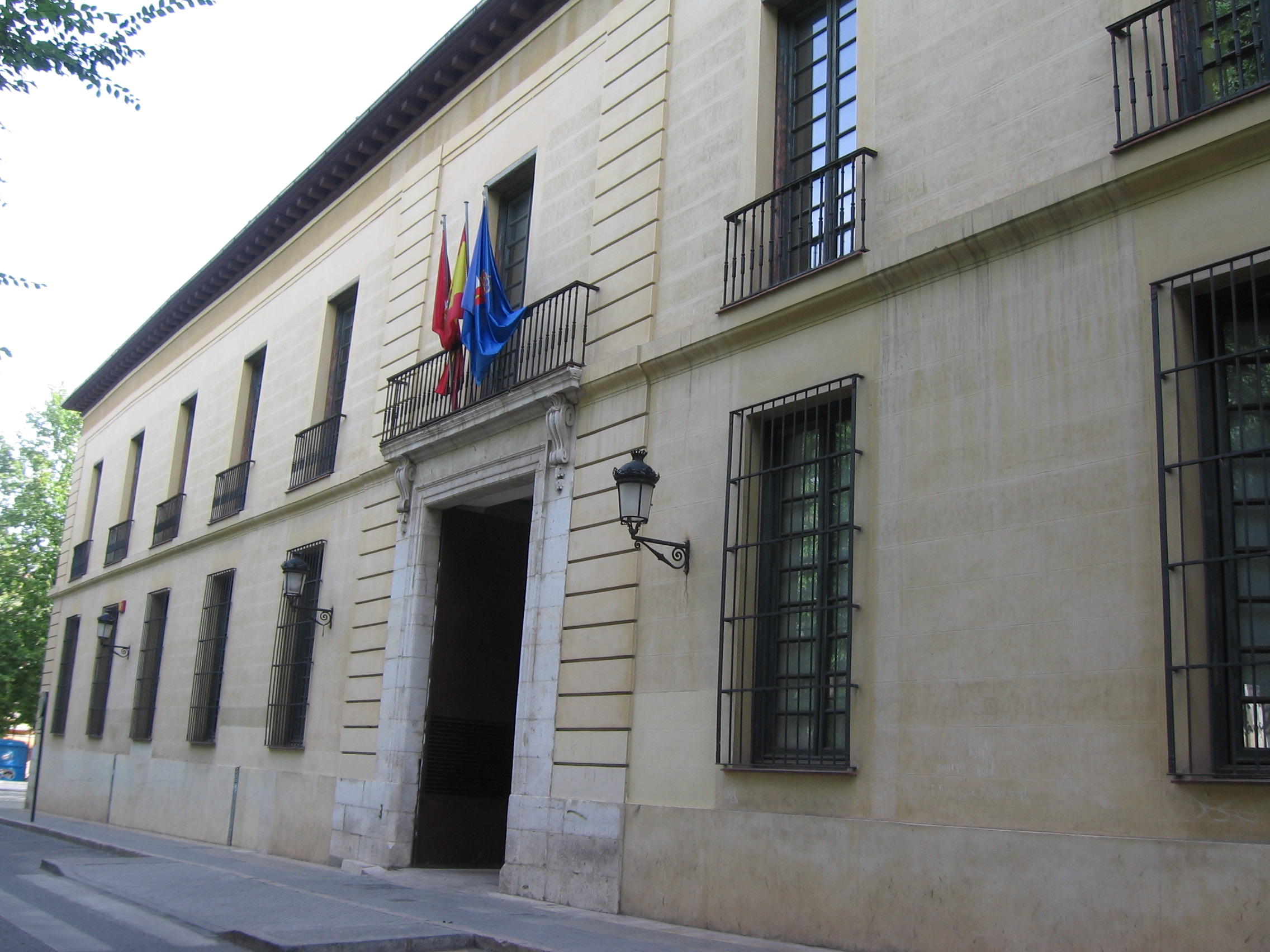
Centro Cultural Isabel de Farnesio.

- Antiguo Cuartel de Pavía, sede principal del CES Felipe II, antiguo cuartel de las Guardias de Corps y de los regimientos de Pavía.
- Casa del Gobernador, edificio restaurado en el centro de Aranjuez, donde solían vivir los antiguos gobernadores del Real Sitio.
- Edificio de Lucas Jordán, edificio de nueva construcción.
- Antiguas Cocheras de la Reina Madre, sede hoy día, también, del Centro Cultural Isabel de Farnesio.
- Nuevas Tecnologías, alberga un aula con 80 ordenadores de libre acceso para alumnos y el Laboratorio 4 para estudiantes de Ingeniería Técnica en Informática de Sistemas.